# Mladen Muše
Mladen Muše (ur. 20 stycznia 1963) – chorwacki szachista, reprezentant Niemiec do 2006, arcymistrz od 2001 roku.

## Kariera szachowa
W 1982 r. zdobył w Dortmundzie brązowy medal mistrzostw Republiki Federalnej Niemiec juniorów do 20 lat. W latach 1985, 1987 i 1989 trzykrotnie zdobył tytuły mistrza Berlina. Kilkukrotnie startował w finałach indywidualnych mistrzostw Niemiec, największy sukces odnosząc w 1991 r. w Bad Neuenahr, gdzie zajął IV miejsce (za Vlastimilem Hortem, Jörgiem Hicklem i Wolfgangiem Uhlmannem). W 1999 r. zdobył tytuł mistrza kraju w szachach błyskawicznych.
Do jego indywidualnych sukcesów w turniejach międzynarodowych należą m.in.:
- I m. w Tesliciu (1987),
- I m. w Budapeszcie (1990),
- I m. w Altensteigu (1993),
- dz. II m. w Vinkovci (1993, za Ivanem Farago, wspólnie z Ognjenem Cvitanem, Krunoslavem Hulakiem, Vlatko Kovaceviciem i Gyulą Saxem),
- dz. I m. w Barlinku (1997, memoriał Emanuela Laskera, wspólnie z Markiem Oliwą, Aleksandrem Czerwońskim i Andrijem Maksymenką)[5],
- dz. I m. w Wemding (1998, wspólnie z m.in. Aleksiejem Barsowem i Rainerem Polzinem),
- dz. I m. w Berlinie (1999, wspólnie z Romanem Slobodjanem, Peterem Wellsem i Edvinsem Kengisem)
- I m. w Splicie (2000),
- dz. I m. w Travemünde (2003, wspólnie z m.in. Pawłem Jaraczem, Normundsem Miezisem i Siergiejem Kaliniczewem).

Najwyższy ranking w dotychczasowej karierze osiągnął 1 lipca 2000 r., z wynikiem 2510 punktów dzielił wówczas 27-28. miejsce wśród niemieckich szachistów.
Młodszy brat Mladena Muše, Dražen (ur. 1971) jest również znanym szachistą i posiada tytuł mistrza międzynarodowego.